# Alain Gibert
Alain Gibert (* 1947 im Département Haute-Loire; † 23. Juni 2013 in Clermont-Ferrand) war ein französischer Jazzmusiker (Posaune, auch Saxophon, Trompete, Gesang, Arrangement und Komposition), der als Mitglied des Musikerkollektivs ARFI Vertreter der Folklore imaginaire war.

## Leben und Wirken
Gibert stammt aus dem Kanton Pradelles und studierte zunächst Mathematik, bevor er sich der Jazzmusik zuwandte. Von der Gitarre wechselte er 1975 zur Posaune. Er war Gründungsmitglied der Association à la Recherche d’un Folklore Imaginaire (Arfi), die 1977 in Lyon entstand und gehörte schon zuvor kurzzeitig zum Workshop de Lyon. Gelegentlich arbeitete Gibert mit Steve Waring im Bereich des Chansons und verfasste auch Kinderlieder (L'Oreille en Colimaçon). Seit 1999 spielte er im Trio „Apollo“ mit Jean-Paul Autin und Jean-Luc Cappozzo. Mit seinem Sohn, dem Bassklarinettisten Clément Gibert, bildete er das Duo Kif Kif. Er war zwischen 1975 und 2003 an 25 Aufnahmesessions beteiligt, u. a. mit der Arfi-Bigband La Marmite Infernale und bei Louis Sclavis (Ellington on the Air 1993;Les Violences de Rameau 1996). Sein Oratorium Lorraine Motel, das auf Martin Luther Kings Rede I Have a Dream aufbaut, wurde 2009 uraufgeführt. Für den Rundfunk produzierte er 2010 seine Komposition  La bouche entrouverte aura le dernier mot. Gibert, der im Juni 2012 im Alter von 66 Jahren in einem Krankenhaus in Clermont-Ferrand starb, wurde in seinem auvergnatischen Heimatort Coissard (Montmorin) bestattet.

## Diskographische Hinweise
- Chariot d'Or: L'Auvergne imaginée (Silex/Auvidis, 1995, mit Louis Sclavis, Jean-Louis Matinier, Bruno Chevillon)
- Kif Kif La Descendance de l'Homme (Arfi)
- Le Marvelous Band (Arfi)
- Kif Kif Les Deux Moitiés de La Pomme (Arfi)
- Bomonstre & Boris Jollivet, Lionel Marchetti, Joël Bastard O Saisons... O Trombones (Arfi)
- Alain Gibert & André Ricros Jean de la Grive (Universal, 2009)
- Apollo Adieu les filles (Arfi 2009, mit Jean-Paul Autin, Jean-Luc Cappozzo, Géraldine Keller, Gilles Chabenat)